# Controspionaggio (film 1954)
Controspionaggio (Betrayed) è un film del 1954 diretto da Gottfried Reinhardt.

## Critica
(Leo Pestelli)